# Folke Hain (ingenjör)
Folke Bror Lorens Hain, född 15 mars 1882 i Malmö, död där 15 augusti 1966, var en svensk elektroingenjör och företagsledare. Han var bror till Erskine, Richard och Gottfried Hain.
Hain, som var son till kronofogden, vice häradshövdingen Folke Hain och Charlotte Maria Beijer, avlade diplomingenjörsexamen vid  Technische Hochschule i Darmstadt 1905. Efter utlandspraktik anställdes han 1907 som ingenjör hos Aseas filial i Malmö och grundade Folke Hains elektrotekniska byrå 1910. Han övertog sedermera ledningen för AB Centralbadet och Centraltvätten vid Föreningsgatan i Malmö och verkade där till 1948, då rörelsen överläts.